# Mimosa nanchititlana
Mimosa nanchititlana là một loài thực vật có hoa trong họ Đậu. Loài này được R.Grether & Barneby miêu tả khoa học đầu tiên.